# الاغ قبرسی

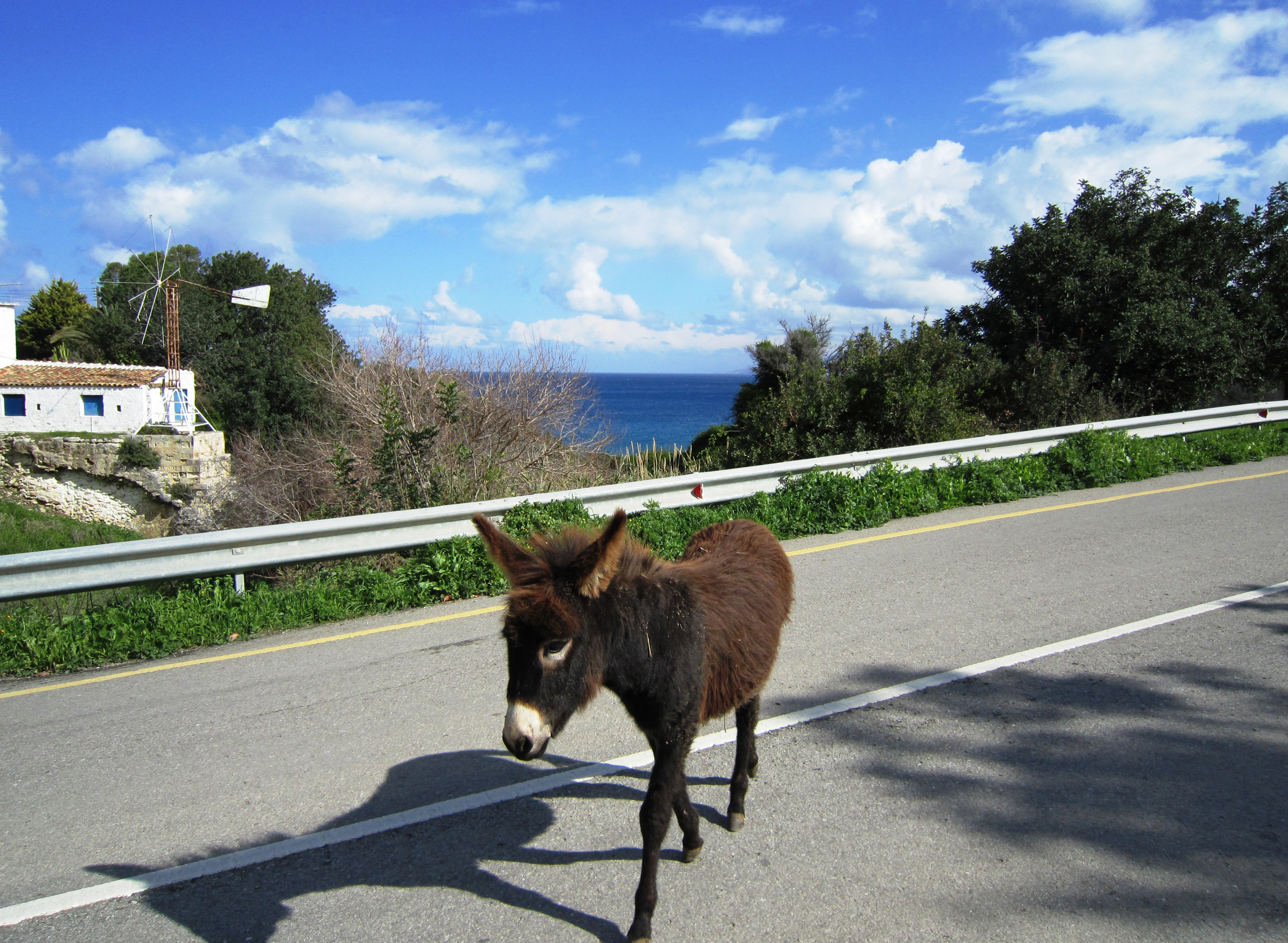
الاغ قبرسی

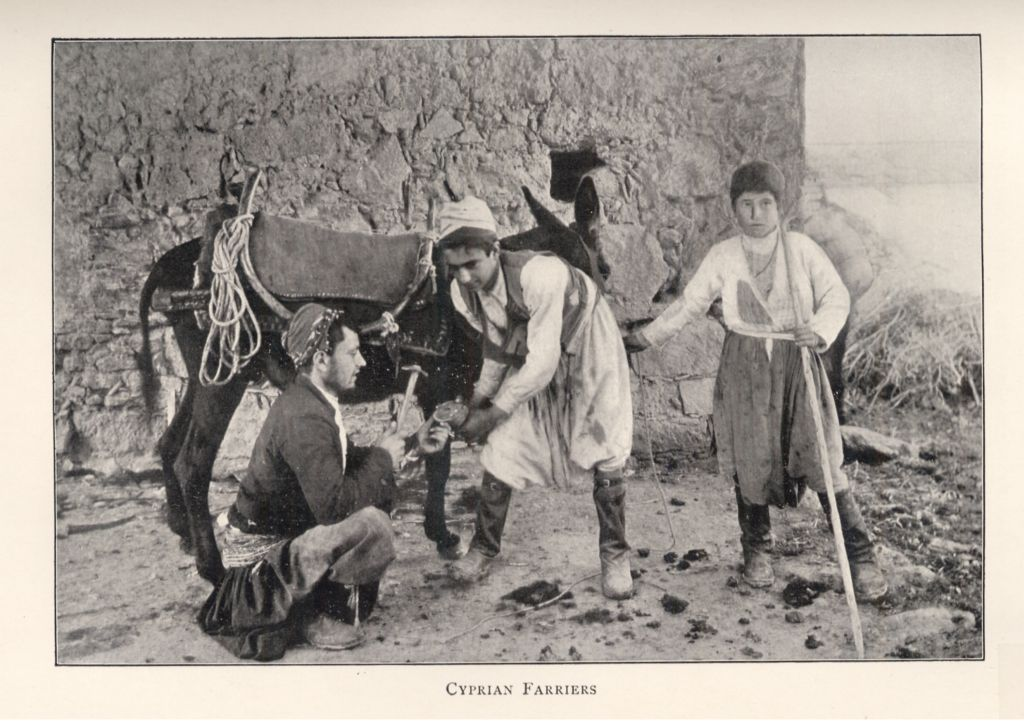
افرادی در حال نعل زدن به سم حیوان، سال ۱۹۰۰

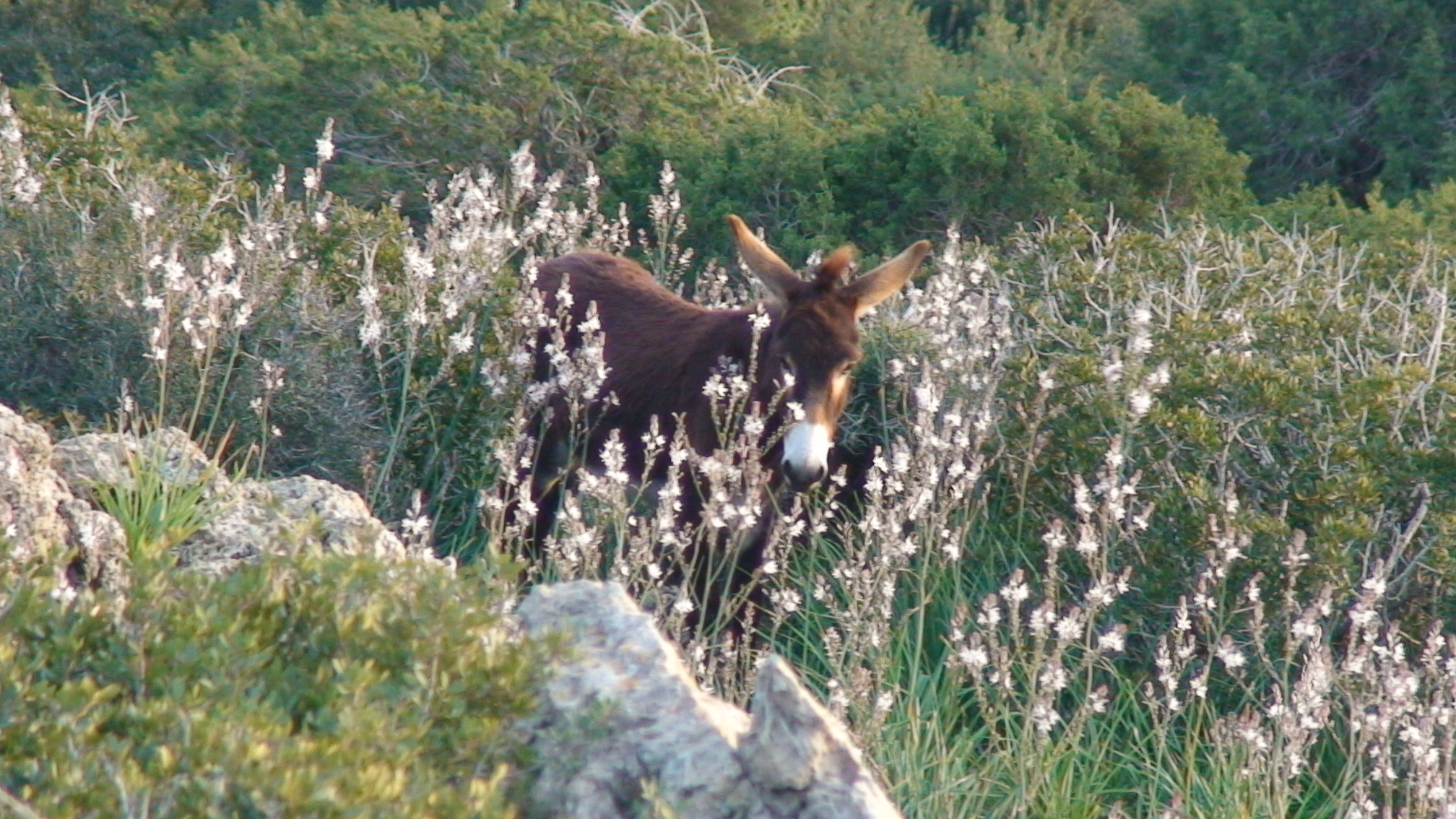
خر قبرسی در منطقه حفاظت‌شده خرها

اُلاغ قبرسی به نژادهایی از الاغ  که بومی جزیره قبرس می‌باشند گفته می‌شود. دو نژاد متمایز الاغ در این جزیره مدیترانه‌ای زندگی می‌کنند. نژاد نخست الاغ‌هایی می‌باشند قهوه‌ای رنگ با دماغ و شکم روشن که گویا از نژادهای الاغ بومی فرانسه ریشه گرفته‌اند و احتمالاً در دوران جنگ‌های صلیبی به این جزیره آمده‌اند. این الاغ‌ها اندازه‌های متفاوتی دارند و بعضی از آن‌ها جثه کاملاً درشتی دارند. نژاد دوم که تعداد آنها کمتر است رنگ خاکستری و اندازه‌ای کوچک دارند و تبار آنها قطعاً به آفریقا می‌رسد. بر اساس سرشماری سال ۲۰۰۲ تعداد الاغ‌های ساکن در بخش یونانی‌نشین قبرس ۲۱۷۵ رأس است که ۱۷۰۰ رأس از آنها در روستاها به فعالیت مشغولند، حدود ۳۰۰ رأس در صنعت توریسم این کشور فعالیت می‌کنند و بقیه الاغ‌های رمیده‌ای هستند که در مناطق حفاظت‌شده به صورت آزاد و رها زندگی می‌کنند. برآورد می‌شود که حدود ۸۰ درصد الاغ‌های قبرس از نوع قهوه‌ای و حدود ۲۰ درصد از الاغ‌های کوچک خاکستری باشند.
پس از حمله سال ۱۹۷۴ ترکیه به قبرس در حمایت از اقلیت ترک‌های قبرس، تعداد زیادی از الاغ‌های متعلق به کشاورزان یونانی‌تبار در شبه‌جزیره کارپاز در قسمت شمالی جزیره رها شدند و به عنوان حیوان رمیده زندگی را به صورت وحشی ادامه می‌دهند. در سال ۲۰۰۸ گروهی از یونانی‌ها و ترک‌های قبرس با همکاری هم منطقه‌ای را به عنوان پناهگاه الاغ‌های قبرسی تعیین کرده و برای حفاظت از این الاغ‌های بی‌صاحب تلاش می‌کنند.
در سال ۲۰۱۲ عارف آلبایراک یکی از نماینده‌های مجلس جمهوری ترک قبرس شمالی بار دیگر خرهای این کشور را خبرساز کرد. این نماینده در اعتراض به افزایش قیمت بنزین و خریداری خودروهای گرانقیمت برای وزرای دولت با یک الاغ به سر کار خود رفت.

## الاغ‌های قبرسی در ایران
یکی از کمک‌های برنامه اصل ۴ آمریکا به ایران اعطای ۱۰۵ رأس الاغ قبرسی برای اصلاح نژاد الاغ‌های ایرانی بود. این کمک در سال ۱۳۳۰ در زمان حکومت مصدق انجام شد که ایران با مشکل مالی زیادی به دلیل قطع صادرات نفت روبرو شده بود. روزنامه‌های ایرانی در آن دوران این ماجرا را به باد اعتراض و تمسخر گرفته بودند. از جمله عبدالرحمن فرامرزی در روزنامه کیهان نوشته بود: «راستی چرا در صورت کمکهای آمریکا به یونان، ایتالیا، ترکیه، کره، اسرائیل و انگلستان هیچ نامی از الاغ قبرسی نیامده است؟... آن وقت برای ما الاغ می‌فرستد که نسل الاغهای ما بهتر و درشت‌تر شود. مگر در دنیا تنها ما هستیم که یگانه مورد نیاز ما الاغ است؟ اصلاً کی ما درخواست الاغ کرده بودیم... به هر کشور مستعمره و نیمه مستعمره همه چیز دادند و به آنان اعتماد داشتند، اما برای ما الاغ فرستادند! ... من اگر جای دولت بودم کسی که این مساعدت را به ما کرده سوار یکی از آن خرها کرده به آمریکا باز می‌گردانم و می‌گفتم بروید این خر را در کشور خودتان سوار شوید... من تا به حال نشنیده بودم کسی در ایران از بی‌خری نالیده باشد. مشکل ما در ایران کمبود الاغ نیست مشکل خریت نداریم؛ خر بندری ما قرنهاست در دنیا شهرت دارد. سالهاست به ما وعده‌های درخشان دادند و آخر سر برای ما الاغ هدیه می‌فرستند... ما دو میلیون دلار اعتبار نداشتیم ولی خر را از زیر پای روستاییان قبرس می‌کشند و برای ما ارسال می‌دارند.»
ماجرای واردات الاغ از قبرس باعث شده تا خرهای قبرسی در ایران شهرت زیادی پیدا کنند و «واردات خر از قبرس» به صورت یک ضرب‌المثل دربیاید.